# 莊朱玉女
莊朱玉女（1920年9月4日—2015年2月13日），本名朱玉女，冠夫姓，台灣慈善家。其長年在高雄市公園陸橋下賣10元台幣價格的愛心自助餐，有「10元阿嬤」、「窮人的守護神」和「賣夢的阿嬤」之美名。

## 生平
1920年9月4日，朱玉女出生於日治臺灣高雄州澎湖郡白沙吉貝。其於1936年與同庄莊文騰結婚，冠夫姓，共育有三子三女。十六歲和丈夫移居高雄。二戰期間，剛開始丈夫被派至南洋當軍伕，她就駕駛牛車為業，還曾帶兒子到臺南灣裡、布袋避難。1945年，夫妻經營台電外線包辦業務，後因丈夫不慎從電線桿上摔下身體欠安，改至高雄港從事碼頭裝卸業務。1951年，當時她見碼頭工人錢少事苦，便主動提供丈夫公司的碼頭倉庫給工人住宿，還準備餐點免費供應，後來因花費太大，才改為收新臺幣五元，後來又調漲成十元，但無限量供應。原本她在駁二倉庫附近擺攤，後改到鹽埕區公園二路路口底公園陸橋旁，一賣就是半世紀。 
雖自助餐價錢十元，但菜色除大碗白飯、魚湯，還有炸魚、爌肉及蔬菜等兩三樣配菜，有些人生活困頓至身無分文，她就免費供應。她每天都推著娃娃車上菜市場，買菜精挑細選，斤斤計較，但是菜販都曉得她做的是賠本生意，因此在價錢跟斤兩上通常共襄盛舉，有時也讓阿婆賒賒欠欠，當作一起做功德。除飯菜外，她也賣菸酒給工人。
因總是賠本賣，莊朱玉女有空就撿回收賣錢補貼、撿木材當柴燒，事必躬親，幾乎全年無休，鄰居常看她累到推車途中都能打瞌睡。但還是入不敷出，前後賣了七棟房子還債，之後開設船運公司、旅行社的長子莊吉雄決定一肩扛下所有開支，並受母親影響與啟示，在澎湖賑米、發放低收入戶慰問金和學生獎學金，租巴士方便離島學生上學。次女莊玉枝曾和媽媽一起賣飯八年多，她還記得媽媽曾經告訴她：「哎呀，戇囝仔，咱有法度贊助別人，顛倒較好咧！」（哎呀，傻孩子，我們有辦法幫助別人，反而還比較好呢！）
當她善舉傳開，街友及附近窮人都跑來享用愛心自助餐，家屬不捨當時已近八十歲的莊朱玉女還在擺攤，她卻說：「如果我不去賣的話，那些工人怎麼辦？他們要去哪裡吃？」家屬只好妥協，要她從原本供應三餐，改為只做午餐。
莊朱玉女曾被許效舜主持的《在台灣的故事》和吳念真主持的《臺灣念真情》等節目採訪過，當時許效舜採訪時涕淚交零的影片至今仍被網友四處轉貼。一位賣菜的男性告訴吳念真等人說：「阿婆曾經因為左眼白內障開刀，休息了一陣子，後來才又開始賣自助餐！阿婆休息的那陣子，每到中午，就有一堆人在她的餐廳附近不死心地徘徊張望。」菜販表示阿婆沒賣，也沒聽說有人餓死，就是阿婆自己擔心。
許效舜讚莊朱玉女是「賣夢的阿嬤」，而在三民區還有一位被稱為「街友阿嬤」的林阿罕。
2000年起，莊朱玉女因輕微中風在家中住五年治療中風，雖痊癒，但因年事已大，不得已才停止賣飯。2001年獲當時高雄市市長謝長廷頒「城市英雄」。2008年中華民國總統選舉期間，中華民國總統候選人馬英九曾在2007年到莊朱玉女家作「Long Stay」。

## 身後
2015年2月13日莊朱玉女於高雄市鹽埕區家中過世，舉辦喪禮時，前副總統吳敦義、連戰和蕭萬長等人都擔任名譽主任委員，當年曾採訪過她的藝人許效舜也南下到場致祭。
葬禮和靈堂由兩家禮儀社聯合處理，來自各界的花籃和花圈擺滿整條街道。禮儀師告知記者說告別式的凌晨即有人前往捻香，有些陌生人在靈堂哭泣猶如痛失親人，從沒見過平民百姓的葬禮有這麼多人前往祭悼。直到出殯，禮儀社統計參加人數超過三千人。
長子向高雄市政府申請成立「莊朱玉女慈善會」，延續母親的為善精神。2017年3月21日，澎湖吉貝「莊朱玉女紀念園區」揭幕，立碑地點為而其子莊吉雄經營的飯店空地，而莊朱玉女的故事也製作成繪本，列為澎湖鄉土文化教材。
姚文智、宋楚瑜、高志鵬都先後提議將十元硬幣鑄印莊朱玉女。2017年6月20日「公共政策網路參與平台」有網友「歸谷」提案「10元硬幣頭像，改鑄10元便當阿嬤莊朱玉女」，並於隔日檢核通過，至7月27日只有28個附議，當天經媒體報道後，在7月29日附議已破3000人，翌日晚上達到5000個附議成案；但中華民國中央銀行同年9月27日在連署網頁上回應表示：硬幣改版影響深遠，務必審慎為之，強調硬幣改版程序繁瑣、耗時冗長且耗費大量成本與社會資源，故需先取得社會共識，且現行10元硬幣民眾使用情況良好，「目前當無再改版的急迫性」而被否決。

## 外部連結
- YouTube上的台灣真女人 第二十三集.（繁體中文）
- YouTube上的10元自助餐 莊朱玉女阿嬤（台灣念真情）.（繁體中文）
- YouTube上的在台灣的故事 第41集 永遠的賣夢老人 10元阿嬤的故事.（繁體中文）
- 公共政策網路參與平臺：10元硬幣頭像，改鑄10元便當阿嬤莊朱玉女